# Aleksandre Cercwadze
Aleksandre Cercwadze (gruz. ალექსანდრე ცერცვაძე; ur. 7 października 1977) – gruziński, a od 2003 roku australijski zapaśnik walczący w stylu klasycznym. Olimpijczyk z Sydney 2000, gdzie zajął piętnaste miejsce w kategorii 54 kg.
Ósmy na mistrzostwach świata w 1999. Czwarty na mistrzostwach Europy z 2000 roku.